# 龍 -RYO-
『龍 -RYO-』（りょう）は、2013年3月2日に『アニメミライ2013』の一作として公開されたGONZO製作のアニメ映画作品。

## 概要
文化庁若手アニメーター育成プロジェクト『アニメミライ2013』の参加作品として『デス・ビリヤード』『アルヴ・レズル -機械仕掛けの妖精たち-』『リトル ウィッチ アカデミア』と共に2013年3月2日公開された、
RYOという架空人物を主人公に坂本龍馬暗殺事件をテーマにしたフィクション。
当初の企画ではテレビアニメ化を念頭に、坂本龍馬を暗殺をしたのは誰かという謎に、京都・江戸・会津・函館と仇を討つ旅をする物語となっており、本作はその第0話を意図して制作された作品となっている。

## 登場キャラクター
RYO（りょう）
声 - 悠木碧
龍馬を護衛していた御付きの少年剣士。軍鶏の選定が得意。白（しろ）と呼ばれていたが本名ではなく、龍馬にRYOの名を与えられる。
薩英戦争で両親を亡くし大久保の下で剣術を習い、龍馬の護衛として家族のように一緒に居るようになる。しかし近江屋で龍馬を救えなかったことを深く後悔する。
黒（くろ）
声 - 寿美菜子
RYOの幼馴染であり、大久保利光の御付き。
坂本龍馬
声 - 藤原啓治
幕末の志士。
猫アレルギーであるものの猫のシロを拾っている。
お龍
声 - 茅野愛衣
龍馬の妻。
土方歳三
声 - 森川智之
龍馬が暗殺された時に近江屋の前に居たためRYOに暗殺犯に疑われることになり、蝦夷地江差で座礁した五稜郭政府旗艦開陽丸でRYOと対峙する事になる。
中村半次郎
声 - 小野友樹
慎太郎に龍馬を斬るよう指示する。
中岡慎太郎
声 - 高橋伸也
龍馬の友人。
大久保一蔵
声 - 西川貴教（アニメミライ広報大使）
藤吉
声 - 杉崎亮
龍馬の世話役。近江屋で殺される。
子供たち
声 - 桜川めぐ（青）、田中メイ（赤）、関根亜沙美（茶）、仲田有沙（紫）、前原美優（黄）、柳川あかり（緑）
白（RYO）と共に剣術指導を受けていた身寄りのない子供たち。

## スタッフ
出典：
- 監督・音響監督 - 千明孝一
- 脚本 - 千明孝一、綾奈ゆにこ
- キャラクターデザイン・作画指導 - 高岡じゅんいち
- 作画監督補佐 - 渋谷秀、高瀬さやか
  - 中堅原画 - 斉藤千絵、武智敏光、新妻瑠維
  - 若手原画 - 板井寛樹、岩田景子、大里咲憂梨、中尾高之、増田優紗、持田愛
- 美術設定 - 菊地正典
- 美術監督 - ミキミチヨ
- 撮影監督 - 田中宏侍
- 音楽 - 黒石ひとみ
- 音楽プロデューサー - 伊藤圭一
- 音楽制作 - Kim Studio
- プロデューサー - 石川真一郎
- 制作プロデューサー - 奥山真吾
- 担当制作 - 岡村歩美
- アニメーション制作 - GONZO

## 主題歌
エンディングテーマ「ユビキリ」
作詞・作曲・編曲 - 黒名ひとみ / 歌 - Hitomi

## 放送局
| 放送地域   | 放送局       | 放送期間      | 放送日時           | 放送系列            | 備考             |
| ---------- | ------------ | ------------- | ------------------ | ------------------- | ---------------- |
| 近畿広域圏 | 読売テレビ   | 2013年3月25日 | 月曜 28:06 - 28:30 | 日本テレビ系列      | MANPA内          |
| 日本全域   | アニマックス | 2013年4月5日  | 金曜 19:00 - 19:30 | アニメ専門BS/CS放送 | リピート放送あり |

## Blu-ray
- 商品名「アニメミライ2013」
  - 品番 - ANTX-33002 / 発売元 - アニプレックス
  - 2013年3月30日・31日の『Anime Contents Expo 2013』で1,000部販売。